# James Garrard
Pour les articles homonymes, voir Garrard.
James Garrard (14 janvier 1749 - 19 janvier 1822) est un fermier, un ministre et un politicien américain qui a été le deuxième gouverneur du Kentucky de 1796 à 1804. En raison des limites imposées par la constitution de l'État adoptée en 1799, il a été le dernier gouverneur du Kentucky à être élu pour deux mandats consécutifs jusqu'à ce que la restriction soit assouplie par un amendement de 1992, permettant la réélection de Paul E. Patton en 1999. 
Après avoir servi dans la guerre d'indépendance des États-Unis, Garrard s'installe en Virginie dans une région actuellement connue comme le comté de Bourbon dans le Kentucky. Il occupe plusieurs postes politiques au niveau local et représente la région à la Chambre des délégués de Virginie. Il est choisi comme délégué à cinq des dix conventions de l'État qui assurent la séparation du Kentucky de la Virginie et il contribue à la rédaction de la première constitution de l'État. Garrard fait partie des délégués qui tentent, sans succès, d'exclure du document les garanties de maintien de l'esclavage. En 1795, il cherche à succéder à Isaac Shelby au poste de gouverneur. Dans une course à trois, Benjamin Logan obtient la majorité relative, mais pas la majorité absolue des voix. Bien que la constitution de l'État ne précise pas quelle type de majorité est requise, les électeurs organisent un autre vote entre les deux premiers candidats - Logan et Garrard - et lors de ce vote, Garrard obtient la majorité. Logan proteste contre l'élection de Garrard auprès du procureur général de l'État (en), John Breckinridge, et devant le Sénat du Kentucky, mais tous deux affirment qu'ils n'ont pas le pouvoir constitutionnel d'intervenir.
Démocrate-républicain, Garrard s'oppose aux Alien and Sedition Acts et favorise l'adoption des Kentucky Resolutions (en). Il fait une politique favorable à l'éducation publique, à une réforme des milices et des prisons, à des subventions aux entreprises et une législation favorable à la classe des grands débiteurs de l'État. En 1798, la première résidence du gouverneur de l'État est construite et Garrard en devient le premier résident. En partie à cause de la confusion résultant de l'élection de 1795, il est favorable à la convocation d'une convention constitutionnelle en 1799. En raison de ses opinions anti-esclavagistes, il n'est pas choisi comme délégué à la convention. En vertu de la constitution qui en résulte, le gouverneur est élu au scrutin direct et il lui est interdit de se succéder à son poste, bien que Garrard soit personnellement exempté de cette disposition et soit réélu en 1799. Au cours de son deuxième mandat, il applaudit l'achat de la Louisiane à la France par Thomas Jefferson pour faire face à la fermeture du port de la Nouvelle-Orléans aux marchandises américaines. À la fin de son mandat, son secrétaire d'État (en), Harry Toulmin (Unitarian minister) (en), le persuade d'adopter certaines doctrines de l'unitarisme, et il est expulsé de l'Église baptiste. Il se heurte également au pouvoir législatif au sujet de la nomination d'un officier du bureau des terres de l'État, ce qui le laisse amer et peu enclin à continuer à faire de la politique après la fin de son mandat. Il se retire dans sa propriété, Mount Lebanon, et se consacre à des activités agricoles et commerciales jusqu'à sa mort, le 19 janvier 1822. Le comté de Garrard, dans le Kentucky, créé pendant son premier mandat, est nommé en son honneur.

## Biographie

### Jeunesse et famille
James Garrard est né dans le comté de Stafford en Virginie, le 14 janvier 1749. Il est le second des trois enfants du colonel William et de Mary (Naughty) Garrard. La mère de Garrard meurt entre 1755 et 1760 ; son père épouse ensuite Elizabeth Moss, et le couple a quatre autres enfants. William Garrard est le lieutenant du comté de Stafford, il a donc le grade de colonel et commande la milice du comté. La famille Garrard est relativement aisée, et le tribunal du comté de Stafford est construit sur leurs terres. Pendant son enfance, James travaille dans la ferme de son père. Il fait ses études dans une Common school (en) du comté de Stafford et étudie également à la maison, acquérant ainsi un goût pour les livres. Très tôt dans sa jeunesse, il se rapproche de l'église baptiste de Hartwood, près de Fredericksburg, en Virginie.
Le 20 décembre 1769, Garrard épouse son amour d'enfance, Elizabeth Mountjoy,. Peu après, sa sœur Mary Anne épouse le frère d'Elizabeth, le colonel John Mountjoy. Garrard et sa femme ont cinq fils et sept filles. Un fils et deux filles meurent avant d'atteindre l'âge de deux ans. Parmi les quatre fils survivants, tous servent lors de la guerre anglo-américaine de 1812 et tous sont élus à l'Assemblée générale du Kentucky. Un certain nombre de ses petits-fils servent pendant la guerre de Sécession, notamment les généraux de l'Union Kenner Garrard et Theophilus T. Garrard (en). Un autre petit-fils, James H. Garrard (en), est élu pour cinq mandats consécutifs au poste de trésorier de l'État (en), de 1857 jusqu'à sa mort en 1865.
Garrard sert pendant la guerre d'indépendance des États-Unis en tant que membre de la milice du comté de Stafford de son père, bien que l'on ne sache pas à quel combat il participe,. Alors qu'il se trouve à bord d'une goélette sur le Potomac, il est capturé par les forces britanniques. Ses ravisseurs lui propose de le libérer en échange d'informations militaires, mais il refuse l'offre et par la suite, réussit à s'échapper.
Alors qu'il sert dans la milice en 1779, Garrard est élu pour représenter le comté de Stafford à la Chambre des délégués de Virginie, et il occupe son siège à la session législative de 1779. Sa principale contribution est de plaider en faveur d'un projet de loi qui accorde la liberté religieuse à tous les résidents de Virginie. L'adoption de ce projet de loi met fin à la persécution des citoyens qui s'associaient à l'Église d'Angleterre contre les adeptes d'autres religions et contrarie les efforts de certains pour faire de l'Église d'Angleterre l'église officielle de Virginie. Après la session, il reprend ses fonctions militaires. En 1781, il est promu au grade de colonel.

### Installation dans le Kentucky

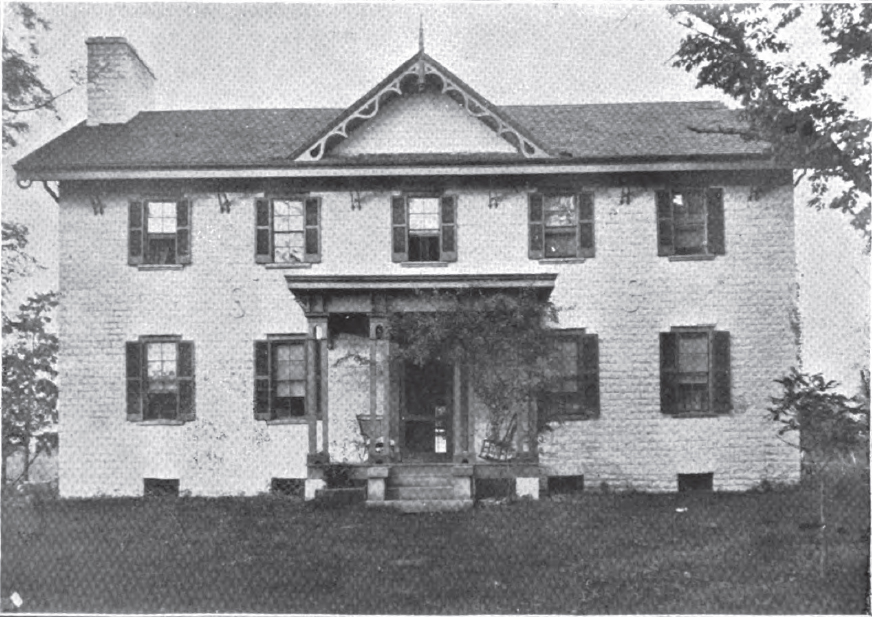
Mount Lebanon, domaine de Garrard dans le comté de Bourbon.

Après la révolution, Garrard doit faire face au double défi d'une famille qui s’agrandit et d'une richesse personnelle qui s'épuise. Agissant sur les conseils de son ancien voisin, John Edwards (Kentucky politician) (en), Garrard décide de s'installer plus à l'ouest, dans le Kentucky County, Virginia (en) récemment créé. En vertu de son service militaire, Garrard a le droit de réclamer toute terre vacante qu'il a arpentée et enregistrée au bureau des terres de l’État. Au début de 1783, Garrard se charge de réclamer des terres pour sa famille et ses amis, notamment 40 000 acres (160 km2) pour lui-même,. Plus tard cette même année, il déménage avec sa famille sur les terres qu'il a arpentées dans le comté de Fayette,. Trois ans plus tard, il emploie John Metcalfe, un tailleur de pierre renommé et demi-frère aîné du futur gouverneur du Kentucky Thomas Metcalfe (Kentucky politician) (en), pour construire la demeure de son domaine, Mount Lebanon, à proximité de la rivière Licking,. Garrard se lance alors dans l'agriculture, ouvre un moulin à grains et une scierie, et distille du whisky,. En 1784, il s’engage dans la milice du comté de Fayette.
En 1785, Garrard est élu pour représenter le comté de Fayette au sein de la législature de Virginie. Il participe au comité législatif avec Benjamin Logan et Christopher Greenup (en) charger de rédiger des recommandations concernant les prochaines divisions du comté du Kentucky. Le comité recommande la création de trois nouveaux comtés, dont Madison, Mercer et le comté de résidence de Garrard, Bourbon. À son retour de la législature, Garrard est choisi comme géomètre et juge de paix du nouveau comté de Bourbon. À diverses reprises, il sert également comme magistrat et colonel de la milice du comté.
Bien que certains historiens aient identifié Garrard comme un membre du Danville Political Club (en), une société de débat secrète active à Danville, Kentucky, de 1786 à 1790, son nom ne figure pas dans les registres officiels des membres du club. Le biographe de Garrard, H. E. Everman, conclut que ces historiens ont pu confondre l'appartenance de Garrard à la Kentucky Society for the Promotion of Useful Knowledge avec son appartenance au Danville Political Club. Ces groupes ont des objectifs similaires, sont actifs à peu près à la même époque et ont plusieurs membres en commun. Parmi les autres membres notables de la Kentucky Society for the Promotion of Useful Knowledge, citons Isaac Shelby, Christopher Greenup et Thomas Todd, tous futurs gouverneurs ou candidats au poste de gouverneur du Kentucky.
Le domaine de Garrard au Mont-Liban est désigné comme siège temporaire du comté de Bourbon ; le tribunal de comté s'y réunit pour la première fois le 15 mai 1786, et continue à s'y réunir pendant de nombreuses années,. En 1789, l'assemblée législative de Virginie établit le siège permanent du comté à Hopewell, et Garrard prend part au comité chargé d'arpenter la région pour la ville. Garrard et John Edwards font partie des premiers administrateurs de la région. Sur la recommandation de Garrard, le nom de la ville est changé en Paris en 1790. Peu après, il démissionne de son poste d'arpenteur du comté pour se concentrer sur les besoins plus urgents de défense de la jeune colonie. Sur son ordre, le tribunal du comté de Bourbon, lors de sa réunion d'août 1790, crée un second bataillon pour la milice du comté.

### Responsable religieux
Dès le 25 juin 1785, Garrard et son ami Augustine Eastin assistent aux réunions de l'Association baptiste d'Elkhorn. En 1787, il participe à l'organisation de l'église baptiste Cooper's Run (en) près de sa propriété. Il est choisi comme l'un des anciens de l'église et il y sert la congrégation pendant dix ans. Peu après sa création, l'église rejoint l'Association baptiste d'Elkhorn, et en 1789, cette dernière délivre à Garrard une licence pour prêcher. Bien qu'il possède pas moins de 23 esclaves pour travailler sur ses vastes terres agricoles et dans ses activités industrielles, Garrard condamne l'esclavage dans ses prêches, le qualifiant de « mal horrible ». Blancs et noirs participent au culte dans l'égalité à Cooper's Run.